# 桂春輔
桂 春輔（かつら はるすけ）は、上方落語の名跡。桂春團治の系統。現在は空き名跡となっている。
- 初代桂春輔 - 本項にて記述。
- 2代目桂春輔 - 後の祝々亭舶伝。

初代 桂春輔（1881年9月23日 - 1948年秋頃）は、本名∶浅川 重太郎。

## 経歴
大阪阿波座問屋町の金網職人の倅で、素人落語や俄の舞台を経験した後、1905年に2代目桂文之助の門下で文の家（文廼家）春輔を名乗り、この頃は互楽派所属で活躍した。
1908年に6代目林家正楽門下で正隆、1909年に初代桂春團治門下で春輔を名乗る。1928年頃に上京し、5代目三升家小勝門下で勝團治を名乗っていた時期もあるという。1934年、神戸に拠点を移し、吉原興業に所属し活躍、新開地の千代之座を中心に人気があった。しかし、寄席のプログラムが漫才中心となり、1938年頃から落語の出番もなくなる。
仕方なく桂花柳と「軽口」を披露する一方、5代目笑福亭松鶴が主催する「楽語荘」同人に加わり、上方落語の保存・継承にも努めた。
『阿弥陀池』『坊主茶屋』『地震加藤』など、初代春團治譲りの明るい芸であったが、精緻さに欠ける欠点があったという。戦後暫く5代目松鶴とともに高座を勤めていたが、1948年秋、兵庫の「寄席のパレス」（国鉄の高架下にあった）に出演中、栄養失調で倒れ、川崎病院に入院後、10日程たって胃癌で死去。SPレコードには『三円の虎』『節約デー』『糖に釘』『十七倉・香橙』『子ほめ』『芝居まくら』『色まくら』がある。
3代目桂米之助の話「…いつもこんな事を言うてハりました。"なあ、お客さん、大阪の落語を聴くネンやったら今の内だっせ。楽屋に今、十人の噺家がいとりまっけどな、一年に一人ずつ死によったら十年たったらもう落語ないねんさかいに、聴くねんやったら今の内"と言うて自分が一番先に死にやハりました。（笑）」（『上方落語よもやま草子』）

## 人物
毒舌家で、高座では客や芸人仲間の悪口、世相風刺を語るのが得意であった。かなりの腕を持ちながらも、上方落語の低迷期に活躍したのが不運であった。
「神戸の春團治」、また色黒のため「黒の春輔」とも呼ばれた。